# Królestwo Alby
Królestwo Alby – królestwo, utworzone w 843 roku przez Kennetha I McAlpina ze związku Piktów i Szkotów (Dalriada).
Zajmowało obszar od Argyll i Bute do Caithness (południowa i centralna Szkocja). Jeden z nielicznych obszarów, które oparły się najazdowi wikingów. Alba długo pozostawała w izolacji, kiedy jednak Duńczycy i Norwegowie opuścili Brytanię, Anglicy rozpoczęli inwazję na Albę. Próbom tym położył kres Malcolm II, który w 1018 odparł Anglików w bitwie pod Carham.
Za czasów Duncana I, wnuka Malcolma II, doszło do zjednoczenia Alby z Lothian, Kumbrią i Strathclyde – od tego czasu nazwa Alba zaczęła zanikać na rzecz nazwy Szkocja, choć do dziś jest oficjalną nazwą państwa w językach irlandzkim i gaelickim szkockim.
Królestwa Alba nie należy utożsamiać z określeniem Albion.